# Limnophyton
Limnophyton, maleni biljni rod od tri vrste vodenog bilja (hidrofiti) iz porodice žabočunovki rasprostranjenih po tropskoj Africi, Indijskom potkontinentu, Indokini i Cejlonu.
Na popisu ugroženih vrsta nalaze se L. fluitans i L. obtusifolium

## Vrste
1. Limnophyton angolense Buchenau
2. Limnophyton fluitans Graebn.
3. Limnophyton obtusifolium (L.) Miq.